# Casa Mercè Pasqual
La Casa Mercè Pasqual és un edifici del municipi de la Garriga (Vallès Oriental) inclòs en l'Inventari del Patrimoni Arquitectònic de Catalunya.

## Descripció
És un edifici destinat a habitatge unifamiliar aïllat, adossat per una petita superfície a la paret mitgera. Consta de planta baixa, pis i golfa. Sòcol estucat en forma de carreus. A les cantonades hi ha daus alternats amb motius florals. Les obertures estan encerclades en llur terç superior. Les façanes estan arrebossades fins a la imposta de la planta pis. Les façanes estan arrebossades fins a la imbricació del ràfec de coberta. A la darrera planta hi ha arcuacions amb arcs de llinda plana. Com a element característic apareix per primera vegada un torreta de secció circular (es va reforma la primitiva coberta de susdita torreta deixant-la plana).
Conté una part neogòtica de Miquel Madorell (1900).